# Фурашев Володимир Миколайович
Фурашев Володимир Миколайович (нар. 1 червня 1951 р., Азанка — авіабудівник, науковець України, кандидат технічних наук, доцент, старший науковий співробітник, професор РАЕ, експерт з питань національної та інформаційної безпеки, заслужений машинобудівник України, лауреат премії Ради Міністрів СРСР за 1990 рік. Керівник ряду проектів з автоматизованого проектування складних об'єктів військової техніки, інформатизації органів державної виконавчої влади, виборчого процесу.

## Життєпис
Володимир Фурашев народився 1 червня 1951 року в ст. Азанка В-Тавдинського району Свердловсьскої області. Виріс й здобув базове навчання в м. Рославль. В 1974 р. закінчив Харківський авіаційний інститут.

## Нагороди
- Лауреат премії Ради Міністрів СРСР за впровадження програмного забезпечення інформаційних систем і баз даних.
- Лауреат премії імені Ярослава Мудрого за видатні досягнення в науково-дослідній діяльності з проблем правознавства.
- Лауреат міжнародного відкритого рейтинг-конкурсу "Золота фортуна", нагороджений медаллю "Незалежність України". (2013 рік.)[1]

## Наукові праці
Вченим зроблено вагомий внесок в науку. Монографії, навчальні посібники, окремі видання та статті, наведено нижче.  

### Монографії
- Д.В. Ланде, В.М. Фурашев. Основи інформаційного і соціально-правового моделювання: Монографія. — Київ : ТОВ "ПанТот", 2012. — 144 с. — ISBN 978-966-1531-22-1.
- Д.В. Ланде, В.М. Фурашев. Виборчий кодекс України: системна інформатизація: Монографія. — Київ : Синопсис, 2011. — 211 с. — ISBN 978-966-2316-27-8.
- В.Н. Фурашев, Д.В. Ландэ, С.М. Брайчевский. Моделирование информационно-электоральных процессов: Монографія. — Київ : НИЦПИ АпрН Украины, 2007. — 182 с. — ISBN 978-966-96927-2-6.
- Ландэ Д.В., Фурашев В.Н., Брайчевский С.М., Григорьев А.Н. Основы моделирования и оценки электронных информационных потоков: Монография. — Київ : Инжиниринг, 2006. — 176 с. — ISBN 966-95147-6-2.

### Навчальні посібники
- Ланде Д.В., Фурашев В.М., Юдкова К.В. Основи інформаційного та соціально-правового моделювання. — Київ : НТУУ "КПІ", 2014. — 220 с.

### Самостійні видання
- Фурашев В. М., Джердж С. Ф. Інформатизація виборчих і референдумних процедур: один із аспектів практичної реалізації євроатлантичного курсу України. — Київ : Прес-КІТ, 2008. — 168 с. — ISBN 978-966-96973-5-6.
- Фурашев В.М., Джердж С.Ф. Національна безпека України: шляхи забезпечення, роль і місце суспільства. Євроатлантичний курс. — Київ : Синопсис, 2009. — 176 с. — ISBN 978-966-2316-01-8.
- Фурашев В.М., Ланде Д.В., Григорєв О.М., Фурашев О.В. Електронне інформаційне суспільство України: погляд у сьогодення і майбутнє. — Київ : Інжиніринг, 2005. — 164 с. — ISBN 966-95147-2-Х.
- Фурашев В.М., Ланде Д.В., Григор'єв О.М. Програмно-апаратний комплекс інформаційної підтримки прийняття рішень. — Київ : Інжиніринг, 2006. — 48 с. — ISBN 966-95147-4-6.
- Фурашев В., Коваль М., Маглюй С. Системна інформатизація виборчих і референдумних процесів в Україні. — Київ : Парламентське видавництво, 2004. — 608 с. — ISBN 966-611-329-5.

### Статті
- О.А. Баранов, Д.В. Ланде, В.Г. Пилипчук, В.М. Фурашев. Концепція кодифікації інформаційного законодавства України. — Правова інформатика, 2012. — № 1(4)/2012. — С. 5-14.
- Ландэ Д.В., Фурашев В.Н. Моделирование электоральных процессов на основе концепции клеточных автоматов // Открытые информационные и компьютерные интегрированные технологии. — Харьков: НАКУ, 2007. — № 36. — С. 123-128.
- Д.В. Ландэ, В.Н. Фурашев. WikiLeaks - начало переформатирования информационного общества // Открытые информационные и компьютерные интегрированные технологии: сб.науч. тр.. — 2011. — № 49. — С. 238-247.
- В.М. Фурашев, Д.В. Ланде. Практичні засади прогнозу можливих загроз та ризиків шляхом аналізу взаємопов'язаності подій з інформаційним простором // [ippi.org.ua Правова інформатика]. — 2009. — № 3(23). — С. 27-35.
- В.Н. Фурашев, В.Ю. Зубок, Д.В. Ландэ. Параметры украинского сегмента Интернет как сложной сети // Открытые информационные и компьютерные интегрированные технологии. — Харьков: Нац. аэрокосм. ун-т. "ХАИ", 2008. — № 40. — С. 235-242.
- Ландэ Д.В., Фурашев В.Н. О цифровой идентификации личности // Открытые информационные и компьютерные интегрированные технологии. — Харьков: НАКУ, 2007. — № 34. — С. 127-135.